# 晉漢連省
晋汉连省是马来西亚砂拉越华人社团常用的区域称呼，专指古晋省、三马拉汉省及西连省三个地区的統稱。三马拉汉省（第八省）和西连省（第十二省）原本属于古晋省，后来因行政区划调整而独立设立。因此，这三个地区通常統稱为“晋汉连省”。